# 松田修 (美術家)
松田 修（まつだ おさむ、1979年 - ）は、日本の美術家、アーティスト。東京芸術大学大学院美術研究科修了。

## 人物
1979年生まれ、兵庫県尼崎市出身。倉敷市立第五福田小学校卒業、倉敷市立水島中学校卒業、部活動はサッカー部、東京都在住。二度の鑑別所収監を経て、東京芸術大学院美術研究科修了。現在美学校で古藤寛也と外道ノススメという講座を行っている。映像、立体、絵画とジャンルを問わず様々な技法や素材を駆使し、社会に沈潜する様々な問題を浮上させる作品を制作。主な個展に、ニコイチ!（2012年、無人島プロダクション）、PARAdiselost, PARAdise（2014年、無人島プロダクション）、なにも深刻じゃない（2015年、キタコレビル）がある。

## 展覧会
主な個展
2018
“リビング・メッセージ” ARTZONE, 京都
“不適者生存” オルタナティブスペース コア, 広島
2017
“みんなほんとはわかってる” 無人島プロダクション, 東京
2015
“何も深刻じゃない” Garter, 東京
2014
“亡者の行進” アートスペースゼロワン, 大阪
“パラダイスロスト・パラダイス（パラパラ）” 無人島プロダクション, 東京
主なグループ展
2019
“金沢彫刻祭2019” 芸宿103, 石川
“移植” 無人島プロダクション, 東京
“その先へ -beyond the reasons” Komagome SOKO, 東京
2018
“にんげんレストラン” 旧歌舞伎町ブックセンター, 東京
“越境するミュージアム” クシノテラス、広島, S-HOUSE Museum、岡山
2017
“第3回牛窓・亜細亜芸術交流祭” 瀬戸内市尻海地区各所, 岡山
2016
“front and end” TRANS ARTS TOKYO, 東京
“さめた体温” LOOP HOLE, 東京

## 書籍
- 2019年　公の時代（chim↑pom卯城竜太との共著、朝日出版社、2019年）
- 尼人（イーストプレス、2023年）

## 関連人物
chim↑pom卯城竜太